# Rugby Australia
Rugby Australia (Rugby AU, do 2017 Australian Rugby Union) – ogólnokrajowy związek sportowy, działający na terenie Australii, posiadający osobowość prawną, będący jedynym prawnym reprezentantem australijskiego rugby 15-osobowego i 7-osobowego, zarówno wśród mężczyzn, jak i kobiet we wszystkich kategoriach wiekowych w kraju i za granicą. Członek World Rugby i Oceania Rugby.
Odpowiedzialny jest za promocję tego sportu, prowadzenie australijskich drużyn narodowych, a także za szkolenie zawodników, przy braku centralnych rozgrywek ligowych i pucharowych organizowanie rozgrywek należy natomiast do regionalnych i terytorialnych związków rugby.
Rugby Australia jest organizacją uznawaną przez Australijski Komitet Olimpijski, pełne uznanie za narodową federację tego sportu miało zostać przyznane po zakończeniu Letnich Igrzysk Olimpijskich w 2012.

## Historia
Pierwsze mecze rugby na kontynencie australijskim zostały rozegrane w latach dwudziestych XIX wieku, lecz za formalny początek tego sportu uznawane jest jednak powstanie pierwszego klubu – Sydney University Football Club – w pierwszej połowie lat sześćdziesiątych tego wieku (podawane są lata 1863, 1864 i 1865). Dziesięć lat później liczba klubów zwiększyła się na tyle, iż w 1874 r. zorganizowano pierwsze rozgrywki w Sydney, a z biorących w nich udział klubów do dziś istnieją Sydney Uni, Balmain (obecnie nazywany Drummoyne), Newington College i The King’s School. Utworzono jednocześnie Southern Rugby Union zarządzany do roku 1881 bezpośrednio przez Rugby Football Union. Rugby zaczęło się wówczas rozprzestrzeniać poza Sydney, na północ docierając w 1876 roku, a pierwsze spotkanie między ówczesnymi brytyjskimi koloniami Nowa Południowa Walia i Queensland odbyło się 12 sierpnia 1882 r. na Sydney Cricket Ground. Stało się to impulsem do stworzenia w Queensland Northern Rugby Union 2 listopada 1883 r. Obie te organizacje w 1892 roku zmieniły nazwy tworząc odpowiednio New South Wales Rugby Union i Queensland Rugby Union, w 1888 roku natomiast w kolonii Wiktoria powstał Melbourne Rugby Union. Ich wspólna reprezentacja w 1899 roku podejmowała drużynę z Wysp Brytyjskich pokonując ją 24 czerwca w obecności 30 tysięcy widzów w inauguracyjnym meczu serii 13-3, przegrywając jednak kolejne trzy spotkania w lipcu i sierpniu. Retrospektywnie tę serię meczów uznano za pierwsze oficjalne mecze reprezentacji Australii.
W 1903 roku po raz pierwszy Australijczycy zagrali oficjalnie z Nową Zelandią, natomiast w 1908 roku udali się na tournée na północną półkulę. Zwyciężyli w 32 z 38 meczów w Europie i Ameryce Północnej, a także wystąpili w turnieju rugby union na Letnich Igrzyskach Olimpijskich 1908, w którym zdobyli złoty medal. Do australijskiej armii walczącej w I wojnie światowej zaciągnęło się wielu graczy i działaczy rugby, toteż na skutek strat ludzkich, a także przechodzenia zawodników do rugby league, rugby union wpadło w zapaść. Jedyną drużyną reprezentującą Australię w latach dwudziestych XX wieku była stanowa reprezentacja Nowej Południowej Walii – Waratahs, a ich mecze z tego okresu również zostały uznane za mecze Wallabies. Rugby union w Wiktorii i Queensland odrodziło się natomiast dopiero pod koniec tej dekady.
W 1948 roku IRB wystosowała do Australijczyków oficjalne zaproszenie do członkostwa, do tego czasu bowiem NSWRU spełniał nieformalnie rolę przedstawiciela australijskiego rugby union. Spowodowało to prace nad stworzeniem ogólnokrajowego związku rugby. Inauguracyjne spotkanie Australian Rugby Football Union odbyło się 25 listopada 1949 roku, a obecnych było na nim jedenastu delegatów z sześciu stanów: Nowej Południowej Walii, Queensland, Południowej Australii, Zachodniej Australii, Tasmanii oraz Wiktorii. W 1985 roku związek przyjął osobowość prawną, a w roku 1997 nazwę Australian Rugby Union. Jest też członkiem federacji związków rugby Oceanii – Oceania Rugby.
Federacja w październiku 2017 roku zmieniła swoją nazwę – tradycyjną „Australian Rugby Union” zastąpiono marką „Rugby Australia”.

## Członkowie
| Związek rugby                            | Terytorium                         | Rok przyjęcia do RA | Strona WWW              |
| ---------------------------------------- | ---------------------------------- | ------------------- | ----------------------- |
| Australian Capital Territory Rugby Union | Australijskie Terytorium Stołeczne | 1972                | https://brumbies.rugby/ |
| New South Wales Rugby Union              | Nowa Południowa Walia              | 1949                | https://nsw.rugby/      |
| Northern Territory Rugby Union           | Terytorium Północne                | 1978                | https://nt.rugby/       |
| Queensland Rugby Union                   | Queensland                         | 1949                | https://reds.rugby/     |
| South Australia Rugby Union              | Australia Południowa               | 1949                | https://sa.rugby/       |
| Tasmanian Rugby Union                    | Tasmania                           | 1949                | https://tas.rugby/      |
| Victorian Rugby Union                    | Wiktoria                           | 1949                | https://reds.rugby/     |
| Western Australia Rugby Union            | Australia Zachodnia                | 1949                | https://wa.rugby/       |

Członkowie stowarzyszeni:
- Australian Junior Rugby Football Union
- Australian Rugby Football Schools Union
- Australian Defence Force Rugby Union
- Australian Universities Rugby Union
- Australian Barbarian Rugby Club
- Australian Women’s Rugby Football Union
- Classic Wallabies